# Леонор Сейшас
Леонор Сейшас (порт. Leonor Seixas; нар. 30 листопада 1980, Лісабон, Португалія) — португальська акторка театру, кіно і телебачення.

## Біографія
Леонор Сейшас народилася 30 листопада 1980 року в Лісабоні у родині оперного співака Фернандо Серафіма та піаністки Карли Сейшас. Закінчила театральну школу у Кашкайші.

## Вибіркова фільмографія
- Консул з Бордо (2012)
- Амалія (2008)